# فلورا کروبیان
فلورا آرشاویری کروبیان (خروبیان) (ارمنی: Ֆլորա Արշավիրի Քերոբյան (Խերոբյան)؛  زادهٔ ۳۰ دسامبر ۱۹۲۴ - درگذشته ۱۷ اکتبر ۲۰۰۳) پزشک، استاد اهل ارمنستان بود.

## زندگی‌نامه
وی در ۳۰ دسامبر ۱۹۲۴ در روستوف-نا-دونو به دنیا آمد و از دانشگاه پزشکی دولتی ایروان (۱۹۴۴) فارغ‌التحصیل گشت. همچنین برندهٔ جوایزی همچون نشان پرچم سرخ کار شده است. وی در ۱۷ اکتبر ۲۰۰۳ در سن ۷۸ سالگی در ایروان درگذشت.

## یادداشت
1. ↑  բժշկական գիտությունների դոկտոր